# Liste der Kulturgüter im Kanton Freiburg
Die Liste der Kulturgüter im Kanton Freiburg bietet eine Übersicht zu Verzeichnissen von Objekten unter Kulturgüterschutz in den 136 Gemeinden des Kantons Freiburg (fr. Fribourg). Die Verzeichnisse enthalten Kulturgüter von nationaler, regionaler und lokaler Bedeutung.

## Geordnet nach Gemeinden in alphabetischer Reihenfolge

### A–K
- Attalens
- Autigny
- Avry
- Bas-Intyamon
- Belfaux
- Belmont-Broye
- Billens-Hennens
- Bois-d’Amont
- Bösingen
- Bossonnens
- Botterens *
- Broc
- Brünisried
- Bulle
- Châtel-Saint-Denis
- Châtel-sur-Montsalvens
- Châtillon
- Châtonnaye *
- Chénens
- Cheyres-Châbles
- Corbières
- Corminboeuf
- Cottens
- Gurwolf/Courgevaux
- Courtepin
- Cressier
- Crésuz
- Cugy
- Delley-Portalban
- Düdingen
- Echarlens
- Estavayer
- Ferpicloz
- Fétigny
- Fräschels
- Freiburg/Fribourg
- Galmiz *
- Gempenach *
- Gibloux
- Giffers
- Givisiez
- Gletterens
- Grandvillard
- Granges (Veveyse)
- Granges-Paccot
- Grangettes
- Greng
- Greyerz
- Grolley-Ponthaux
- Gurmels
- Hauterive
- Hauteville
- Haut-Intyamon
- Heitenried
- Jaun
- Kerzers
- Kleinbösingen *

### L–Z
- La Brillaz
- La Roche
- La Sonnaz
- La Verrerie
- Le Châtelard *
- Le Flon *
- Le Mouret
- Le Pâquier *
- Les Montets
- Lully *
- Marly
- Marsens
- Massonnens
- Matran
- Ménières
- Meyriez
- Mézières
- Misery-Courtion
- Montagny
- Mont-Vully
- Morlon
- Muntelier
- Murten
- Neyruz
- Nuvilly
- Pierrafortscha
- Plaffeien
- Plasselb
- Pont-en-Ogoz
- Pont-la-Ville
- Prévondavaux
- Prez
- Rechthalten
- Remaufens
- Riaz
- Ried bei Kerzers
- Romont
- Rue
- Saint-Aubin
- Saint-Martin *
- Sâles *
- Schmitten
- Semsales
- Sévaz
- Siviriez
- Sorens
- St. Silvester *
- St. Ursen
- Staatswald Galm
- Surpierre
- Tafers
- Tentlingen
- Torny
- Treyvaux
- Ueberstorf
- Ulmiz *
- Ursy
- Val-de-Charmey
- Vallon
- Vaulruz
- Villarsel-sur-Marly
- Villars-sur-Glâne
- Villaz
- Villorsonnens
- Vuadens
- Vuisternens-devant-Romont
- Wünnewil-Flamatt

* Diese Gemeinde besitzt keine Objekte der Kategorien A oder B, kann aber (zzt. nicht dokumentierte) C-Objekte besitzen.